# Cyclostrade

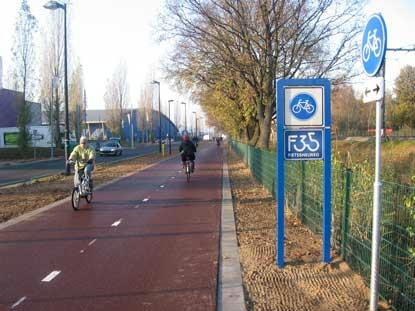
L'autoroute cyclable F35 à Enschede, aux Pays-Bas.

Une cyclostrade, également connue sous le nom de véloroute rapide ou voie cyclable express, ou d'autoroute à vélos, est une piste cyclable destinée au trafic longue distance. Les caractéristiques d'une cyclostrade données par les autorités et les experts de la circulation comprennent l'absence d'intersections à plat avec la circulation motorisée, une meilleure surface roulante (de préférence en asphalte ou en béton) et l'absence de feux de circulation. Grâce à des vitesses moyennes plus élevées que celles des infrastructures cyclables normales, elles constituent une alternative à la voiture pour les trajets quotidiens. Souvent, une piste cyclable suit le tracé d'une voie ferrée ou d'une autre infrastructure linéaire.

## Définition

Panneau de signalisation pour « Radschnellweg » en Allemagne depuis 2020

### Pays-Bas
Aux Pays-Bas, l'autoroute cyclable n'est pas définie dans le RVV (néerlandais : Reglement verkeersregels en verkeerstekens). Il existe néanmoins une ligne directrice pour le développement des pistes cyclables. Le ministère néerlandais des Transports, des Travaux publics et de la Gestion de l'eau décrit une cyclostrade comme une longue piste cyclable sans intersections, sur laquelle les cyclistes peuvent parcourir de longues distances. En construisant des pistes cyclables, le gouvernement espère, entre autres, promouvoir l'utilisation du vélo pour les déplacements domicile-travail et ainsi éviter les embouteillages.
Aux Pays-Bas, les personnes suivantes peuvent utiliser une autoroute cyclable :
- Cyclistes : cyclistes « ordinaires », vélos couchés, vélos cargo, vélomobiles, VAE
- Les conducteurs d'un vélo motorisé dont la vitesse maximale est de 25 km/h
- Selon l'emplacement, également des cyclomoteurs, avec une vitesse maximale de 40 km/h
- Piétons si le trottoir est absent
- Les conducteurs d'un segway
- Les conducteurs d'un véhicule en panne, dont la vitesse maximale est de 30 km/h.

### Belgique
En Belgique, ce type de piste cyclable n'est pas mentionné dans le Code de la route. En Flandre, les gouvernements provinciaux et la Région flamande ont la responsabilité de la construction de cyclostrades. Au niveau régional flamand, il n'existe pas de directives sur la conception des cyclostrades, mais uniquement sur les pistes cyclables « normales ». Dans la pratique, il existe des différences entre les provinces. C'est parce que les services flamands compétents (MOW, Département des politiques) et agences (AWV)  sont organisées par province, ce qui se traduit par une importance différente selon les régions, et sont sous la juridiction des gouvernements provinciaux. On les appelle autoroutes cyclables en raison de la signalisation de l'itinéraire. Les véloroutes flamandes et bruxelloises sont numérotées et signalées comme telles.
Il n'y a pas de vitesse maximale (pour les cyclistes), sauf indication contraire.

## Caractéristiques

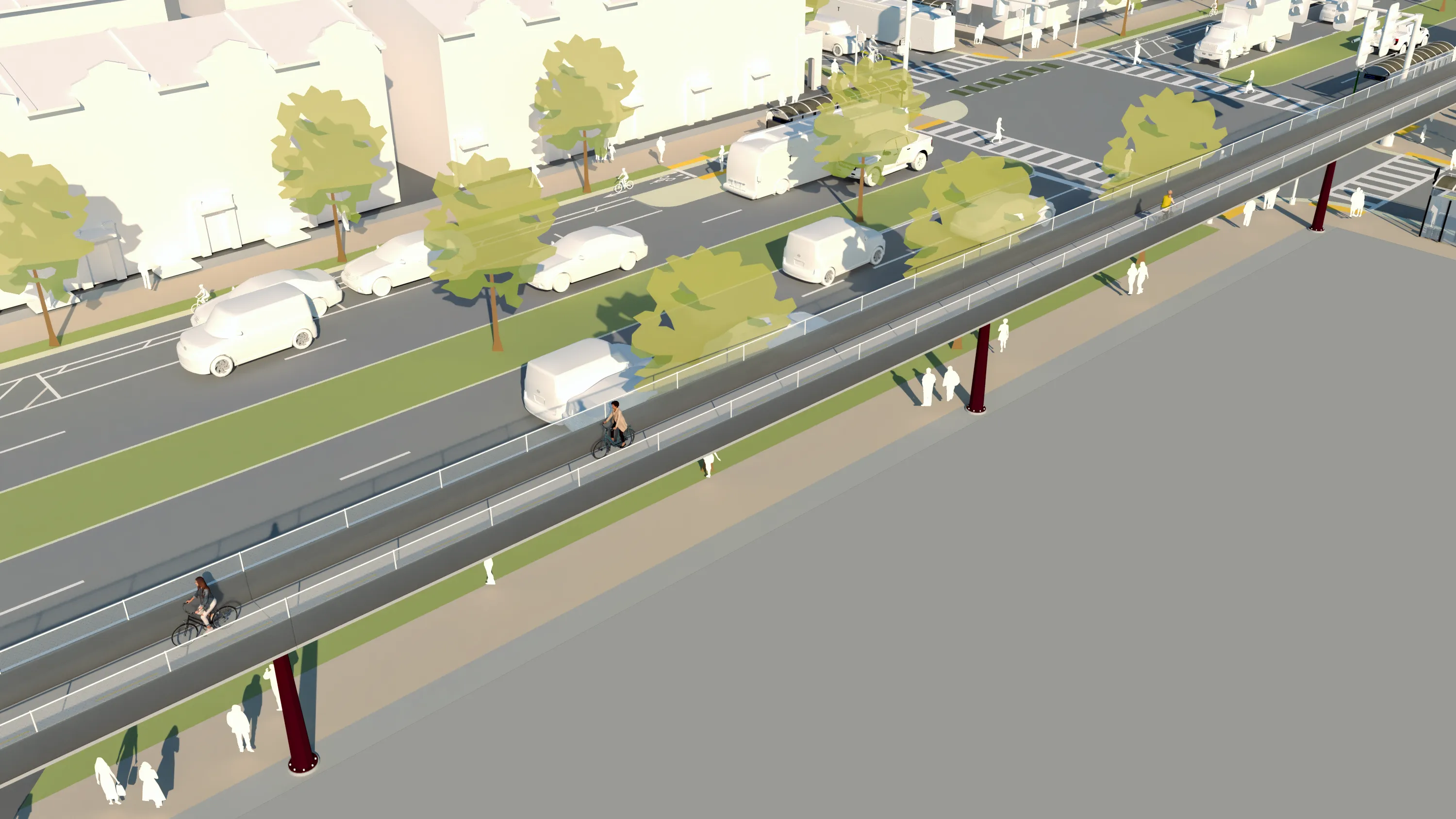
Croquis 3D d'une piste cyclable surélevée

### Coût de construction
Le coût de construction d'une autoroute cyclable dépend de nombreux facteurs, mais se situe généralement entre 300 000 €/km (pour une large piste cyclable dédiée) et 800 000 €/km (lorsque des structures de génie civil complexes sont nécessaires).

### Paramètres techniques
Aux Pays-Bas, la largeur minimale souhaitée de la piste cyclable pour une direction est de 2,00 mètres sur la cyclostrade. La largeur minimale absolue de la piste cyclable est de 1,50 mètre.
En Flandre belge, la largeur minimale des nouvelles pistes cyclables est de 4,00 mètres, ce qui permet une circulation bidirectionnelle avec jusqu'à 4 cyclistes côte à côte. C'est un mètre de plus que la largeur minimale des nouvelles pistes cyclables bidirectionnelles ordinaires.
En Pologne, le ministère des Infrastructures recommande que les pistes cyclables aient une largeur d'au moins 4,00 mètres (3,00 mètres pour les autoroutes à sens unique), tandis que la largeur des voies doit être d'au moins 1,75 mètre. La distance typique entre la piste cyclable et le trottoir devrait être de 3,00 mètres. La vitesse de conception recommandée est de 40 km/h.

## Cyclostrades par pays

### Belgique
Le réseau de pistes cyclables des régions flamande et bruxelloise est géré par un consortium composé des cinq provinces flamandes et de la Région de Bruxelles-Capitale. En Flandre, tous les itinéraires sont indiqués par un numéro commençant par un F, allant de F1 à F791. Le « F » fait référence au flamand Fietssnelweg, littéralement "autoroute cyclable". En Région de Bruxelles-Capitale, le « F » est remplacé par un « C », la numérotation des lignes restant identique. Les deux régions utilisent la même signalisation et des poteaux indicateurs constitués d'un triangle bleu clair stylisé ; seule la lettre « F » devenant un « C » sur le territoire bruxellois.

#### Région de Bruxelles-Capitale
Les autoroutes cyclables de Bruxelles sont reliées au réseau flamand et sont identifiées par un numéro commençant par C pour cyclostrade, allant de C1 à C223, les numéros étant identiques aux voies flamandes commençant par F.
Par ailleurs, dans et autour de la Région bruxelloise, quatre autoroutes cyclables circulaires : C0, CR1, CR2 et CR20 font le tour de la ville. La numérotation CR0 et CR20 est liée au périphérique à côté duquel elles ont été construites : R0 pour le Ring de Bruxelles, R20 pour la Petite Ceinture.

#### Région flamande

Carte des cyclostrades flamandes, certaines s'étendant à Bruxelles et la Wallonie.

En Flandre, un réseau de cyclostrades, composé d'environ 120 itinéraires, est en cours de déploiement, reliant toutes les villes flamandes. Tous les itinéraires sont indiqués par un numéro commençant par un F, allant de F1 à F791.
L'ensemble du réseau sera composé de 2700 km d'autoroutes cyclables, reliant toutes les villes flamandes. En 2018, environ 1 500 km ont été réalisés. La plupart des villes flamandes sont donc déjà reliées par des pistes cyclables ou une alternative temporaire. Il est donc possible de parcourir toute la région flamande à vélo, de ville en ville, avec une quasi-absence (ou du moins un minimum) de carrefours à un seul niveau avec le trafic motorisé (« sans un seul arrêt »). Gand est par exemple reliée par des autoroutes cyclables à presque toutes les villes flamandes voisines (Bruges, Deinze, Courtrai, Roulers, Audenarde, Anvers,...).
En 2022, 38 projets de construction de parties de ces cyclostrades étaient en cours de réalisation. 50 projets étaient en préparation. 8000 cyclistes par heure ont été recensés à certains endroits.
De nombreuses autoroutes cyclables sont construites ab nihilo, avec des ponts et des intersections dédiés aux vélos ou au moins des pistes cyclables (à double sens). De nombreuses pistes cyclables spécialement conçues suivent le tracé du réseau ferroviaire. Cependant, de nombreux chemins de halage existants le long des rivières et des canaux ont également été intégrés à ce réseau de cyclostrades, car ils répondaient souvent aux exigences minimales avec seulement des adaptations mineures.

#### Wallonie
Depuis la fin des années 1980, la Wallonie développe un réseau étendu de plus de 1440 km de sentiers séparés et de longue distance reliant toutes les grandes villes et communes secondaires par son réseau RAVeL. Ce réseau est généralement également ouvert aux piétons et parfois aux cavaliers et la vitesse y est limitée à 30 km/h. Le premier tronçon de cyclostrade est inauguré en 2023 à La Hulpe. 11 projets sont envisagés à cette date.

### Pays-Bas
La première ligne néerlandaise a été ouverte en 2004 entre Breda et Etten-Leur ; de nombreuses autres ont été ajoutées depuis. En 2017, plusieurs voies express ont été ouvertes dans la région d'Arnhem-Nimègue, le RijnWaalpad étant le meilleur exemple de ce nouveau type d'infrastructure cyclable.

### Danemark
Au Danemark, il existe un réseau de pistes cyclables longue distance et à grande vitesse reliant les zones suburbaines de Copenhague au centre-ville (réseau express vélo). Il y a huit lignes en service en septembre 2018. Il est prévu de construire 45 itinéraires d'une longueur totale de 476 km d'ici 2021 dans les villes et municipalités de la région de la capitale du Danemark.
La première ligne danoise, la C99, a été ouverte en 2012 entre la gare de Vesterport à Vesterbro, Copenhague et Albertslund, une banlieue ouest. L'itinéraire a coûté 13,4 millions de DKK (environ 1,8 million d'euros) et fait 17,5 km de long, avec peu d'arrêts et de nouveaux sentiers à l'écart de la circulation. Des « stations-service » équipées de pompes sont disposées à intervalles réguliers, et là où le parcours doit traverser des rues, des poignées et des marchepieds sont prévus pour que les cyclistes puissent attendre sans avoir à poser les pieds à terre. Des projets similaires ont depuis été construits en Allemagne et dans d’autres pays.

### Allemagne

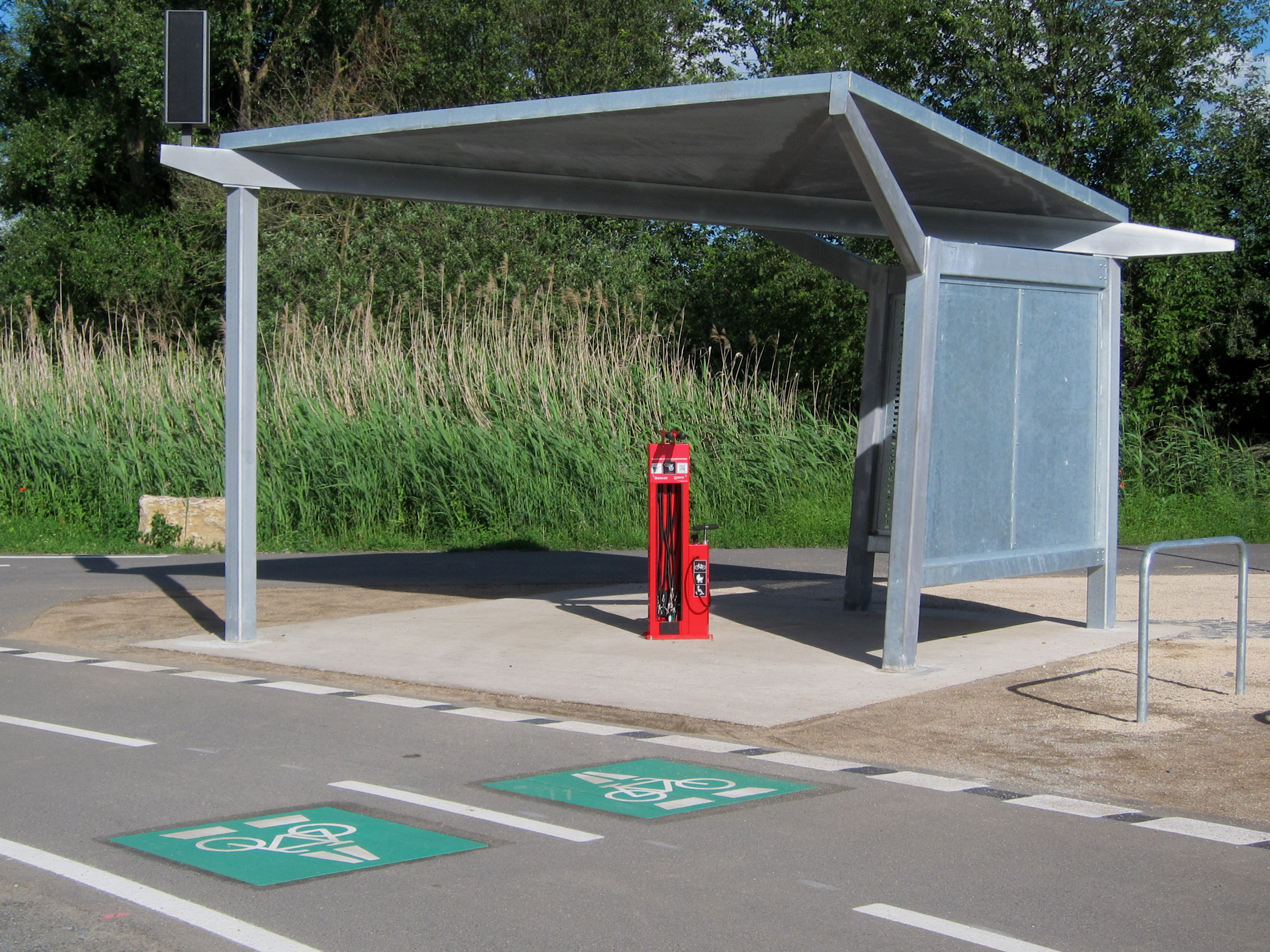
Une station de réparation sur une cyclostrade en Allemagne

Il existe également des cyclostrades et de nouveaux projets de construction d'autoroutes cyclables en Allemagne, sous le nom de Radschnellweg.
Une autoroute cyclable de 100 km de long a été planifiée entre les villes de Duisbourg et de Hamm. Les premiers tronçons ont été achevés en 2015 en s'appuyant notamment sur une ligne ferroviaire désaffectée.
En outre, il est prévu de relier Aix-la-Chapelle via une véloroute de 30 km de long avec la ville néerlandaise de Heerlen. Cet itinéraire est connu sous le nom de Radschnellweg StädteRegion Aachen.

### Pologne

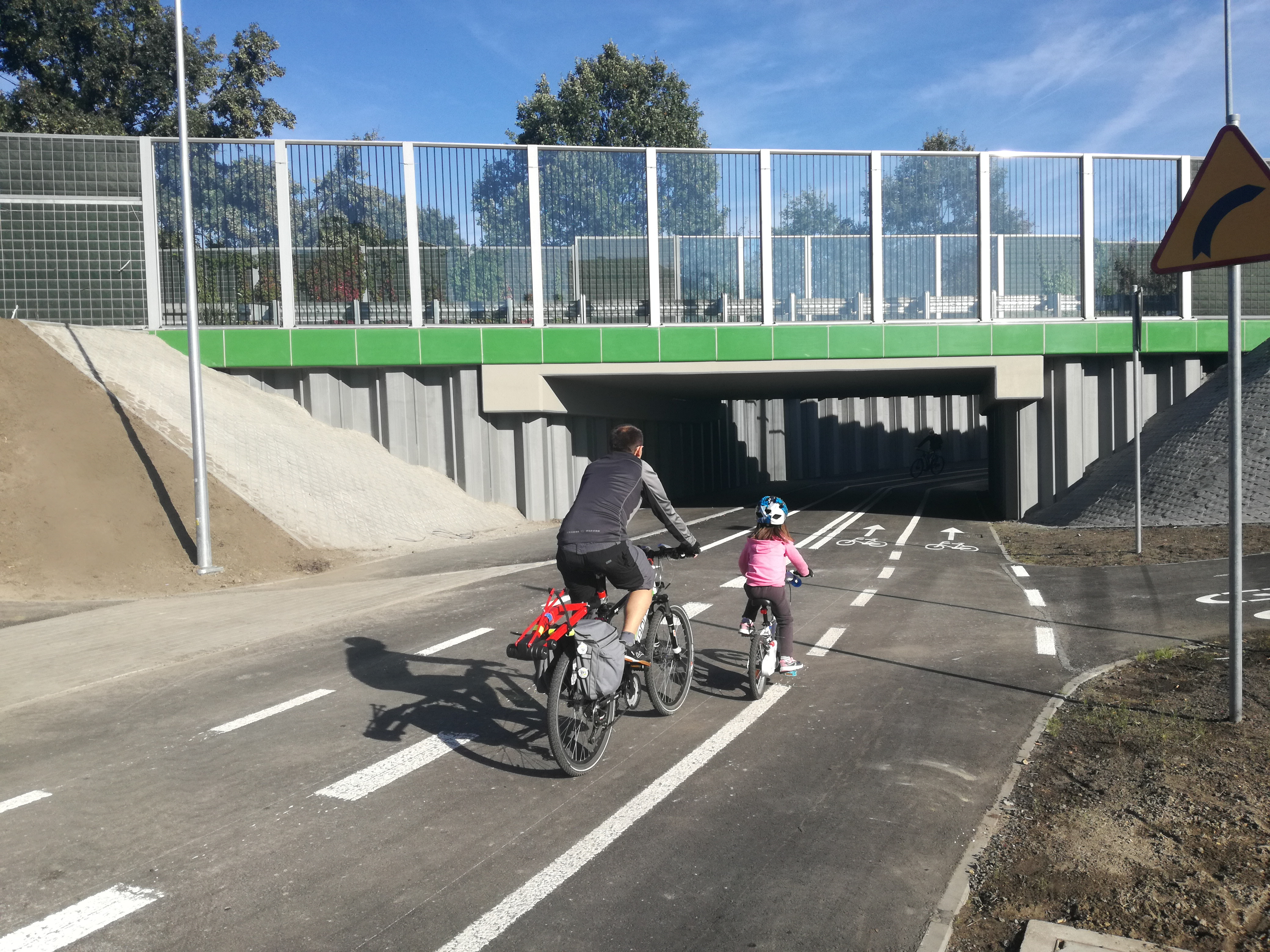
Une cyclostrade à Jaworzno.

La première piste cyclable de Pologne a été ouverte en 2018 dans la ville de Jaworzno, dans la zone urbaine de Katowice, avec une longueur de plus de 10 km. Metropolis GZM coordonne un projet de construction d'un réseau de 120 km de pistes cyclables reliant d'autres villes de la zone urbaine, la construction du premier segment du réseau de 4,4 km de long a commencé en 2024.

### Suède
La première cyclostrade de Suède a été construite dans la municipalité d'Örebro en 2012. Des autoroutes cyclables ont également été construites en 2018 dans la municipalité d'Umeå.

### Royaume-Uni

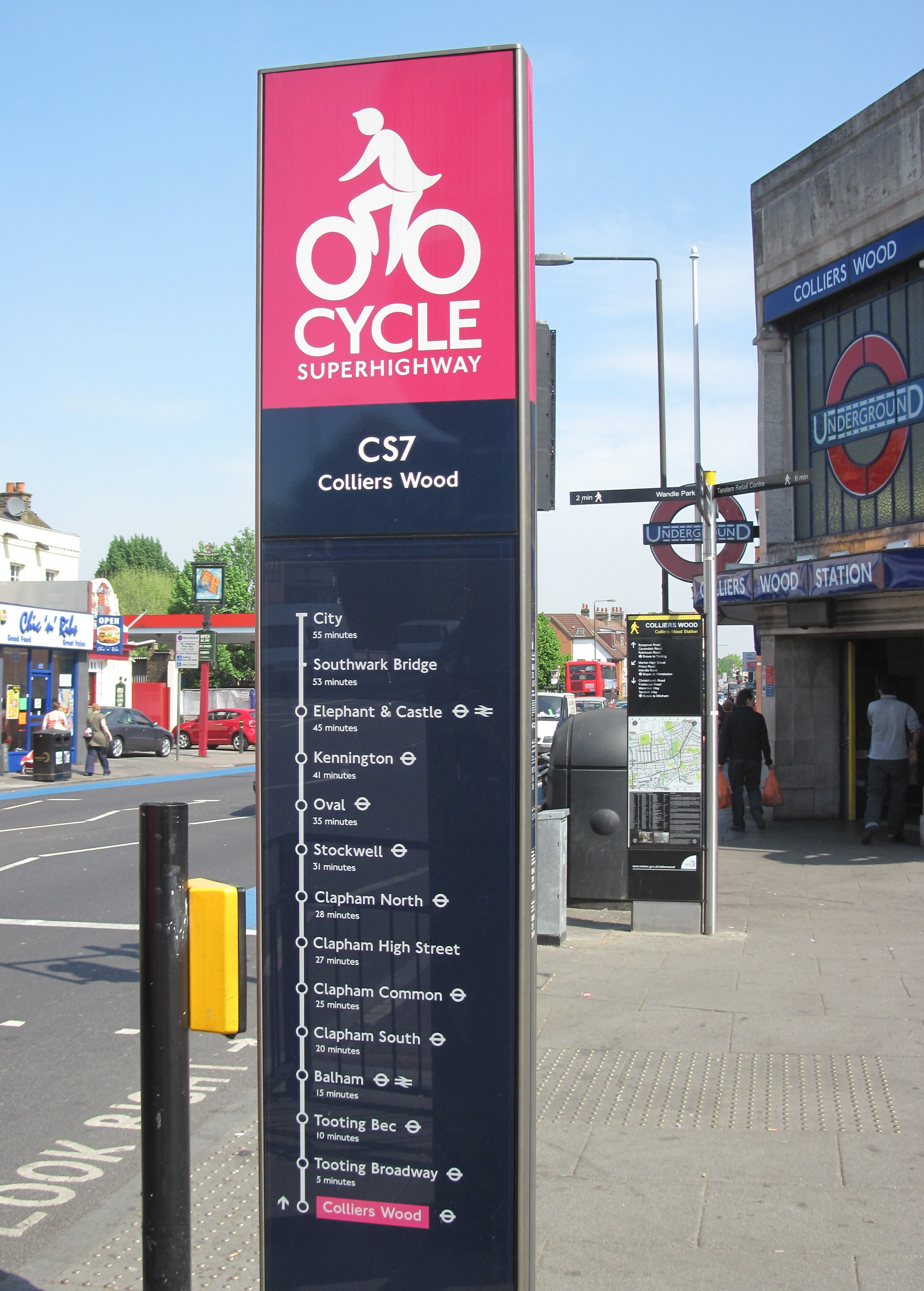
Point de départ de la cyclostrade CS7 à la station de métro Colliers Wood

À Londres, douze nouvelles pistes cyclables, baptisées Cycle Superhighways, ont été annoncées en 2008 par le maire Ken Livingstone, dans le but de créer des voies cyclables continues depuis la périphérie de Londres vers et à travers le centre de Londres d'ici la fin de 2012.
En mai 2016 (mise à jour nécessaire), seulement sept voies étaient réalisées : CS1—CS3 and CS5—CS8.

### États-Unis
Le système de routes cyclables des États-Unis (USBRS) numérote les itinéraires cyclables, y compris les pistes cyclables d'Etats,.
L'une des premières autoroutes cyclables des États-Unis est une portion de la Midtown Greenway à Minneapolis, dans le Minnesota, achevée entre 2000 et 2004. Sur 3 miles, cette section longe un couloir ferroviaire souterrain sous 35 ponts de rue en plus des ponts I-35W, d'un pont piétonnier et d'une passerelle. Il y a une intersection à la 5e avenue, mais la circulation transversale doit s'arrêter pour laisser place au trafic cyclable. Il y a également un lampadaire dédié aux cyclistes et aux piétons sur le côté nord du pont à sens unique de Park Avenue afin que la circulation cyclable puisse traverser entre la piste cyclable du côté est de Park Avenue et la rampe de l'autoroute cyclable du côté ouest de Park Avenue. Cette autoroute cyclable a coûté plus de 36 millions de dollars pour terminer toutes les sections en 2007. Minneapolis dispose également d'autres autoroutes cyclables qui s'étendent jusqu'aux banlieues voisines à partir du Grand Rounds Scenic Byway.
Certaines pistes cyclables sont construites le long d'une autoroute réservée aux automobiles, un exemple notable étant l' I-275 Metro Trail, une piste cyclable le long de l'Interstate 275 dans les comtés de Monroe, Wayne et Oakland dans le Michigan.

### France
Le mot « cyclostrade » n'est pas employé dans les politiques cyclables françaises. La plupart des métropoles, mais également le département d'Ille-et-Vilaine construisent à partir de 2020 des réseaux express vélo dont les lignes principales partagent les caractéristiques des cyclostrades : grande largeur, lisibilité, séparation du flux motorisé.